# Carl Wilhelm af Ekenstam
Carl Wilhelm af Ekenstam, född den 10 augusti 1870 i Stora Tuna socken, Kopparbergs län, död den 11 april 1920 i Visby, var en svensk jurist.
af Ekenstam avlade mogenhetsexamen 1888 och blev samma år student vid Uppsala universitet, där han avlade juridisk preliminärexamen 1889 och examen till rättegångsverken 1894. Han blev auskultant i Göta hovrätt sistnämnda år, extra ordinarie notarie i nämnda hovrätt samma år, häradshövding i Gotlands södra domsaga 1913 samt krigsdomare vid Gotlands infanteriregemente och Gotlands artillerikår 1915. af Ekenstam blev adelsman inom ätten af Ekenstam vid faderns död 1883. Han vilar på Åkers kyrkogård.